# Wafaiyya
Wafā'īyya (Tyrkisk: Vefâîlik) var en heterodoks sufi-orden, som blev grundlagt af Abu'l Wafā' i 1000-tallet. Efter Abu'l Wafās død, levede ordenen videre igennem hans Dede Garkın og hans apostel (halife) Bābā Ilyās, som i 1240 gjorde oprør mod det Seljukiske Rige.
Ifølge Ahmet Yaşar Ocak var wafā'īyya-ordenen i den første halvdel af 1300-tallet repræsenteret af mindst to i to forskellige centrer:
- 1. Af Şeyh Edebalı ved Bilecik-området i det osmanniske selvstyre.
- 2. Af Elvan Çelebi (Bābā Ilyās' oldebarn) ved Mecidözü-området i Eretna-selvstyret.

Ahmet Yaşar Ocak påstår også, at Hājī Bektāsh måske var wafā'ī-dervish. Af andre kendte wafā'ī-dervisher er Geyikli Bābā fra det 14. århundrede.
De viser, at wafā'īyya var meget udbredt i Anatolien frem til det 14. århundrede. Der er også  eksempler på nogle alevitiske autorisations-certifikater (icâzetnâme), der stammer fra det 14. århundrede og som føres tilbages til Abu'l Wafā'.